# The Sisterhood of the Traveling Pants (film)
The Sisterhood of the Traveling Pants er en film fra 2005 om de fire veninders sommerferie. 

## Handling
Lena, Tibby, Bridget og Carmen er de 4 bedste veninder. Nu står sommerferien for døren og de skal alle forskellige steder hen, undtaget Tibby der skal være hjemme. 
Lena er halv græker og skal over at besøge sine bedsteforældre i Grækenland. Der møder hun Kostos, som hun forelsker sig vildt og inderligt i.
Tibby skal blive hjemme og arbejde. Hun går i gang med at lave en film da hun møder pigen Bailey som driver hende til vanvid, men som i sidste ende ændrer hendes liv. 
Bridget er sportspige og skal på fodboldlejr. Der møder hun Eric, som er træner på lejren. Trænere og elever må ikke have forhold, og den regel holder Eric, desværre for Bridget. Men det skal hun nok få ændret!
Carmens forældre er skilt, så hun skal besøge sin far, som pludselig har en kæmpeoverraskelse som indeholder hele fire personer. 
Inden de rejser hver for sig, finder de et par bukser, som på mirakuløs vis passer dem alle. De beslutter at sende bukserne frem og tilbage mellem hinanden, for at have lidt af hinanden. I Grækenland, på fodboldlejren, hos Carmens far og hjemme sker der en masse og mange problemer og sandheder kommer frem. Men med hjælp fra hinanden og buksernes magi skal det nok blive godt igen, lige meget hvad.

## Medvirkende
| Skuespiller     | Roller  |
| --------------- | ------- |
| America Ferrera | Carmen  |
| Alexis Bledel   | Lena    |
| Blake Lively    | Bridget |
| Amber Tamblyn   | Tibby   |
| Jenna Boyd      | Bailey  |
| Michael Rady    | Kostos  |
| Mike Vogle      | Eric    |

## Crew
| Crew          | Navne              |
| ------------- | ------------------ |
| Instruktør    | Ken Kwapis         |
| Scripter      | Ann Brashares      |
| Scripter      | Delia Ephron       |
| Scripter      | Elizabeth Chandler |
| Kameramand    | Angelo Colavecchia |
| Kostumedesign | Lisa Jensen        |
| Sminkør       | Jana Hudson        |
| Hårstylist    | Susan Boyd         |
| Producer      | Debra Martin Chase |
| Producer      | Denise Di Novi     |
| Producer      | Broderick Johnson  |
| Producer      | Andew A. Kosove    |